# 蒙城城隍庙
蒙城城隍庙位于中国安徽省亳州市蒙城县，始建于元至正年间，后多次修葺。民国三十六年（1947年），戏楼失火烧毁。现存建筑有山门、依楼廊、正殿、阁楼等。山门三开间，过道东、西分别为土地祠、元福洞；正殿三开间，供高约4米的泥塑金面城隍像。2019年3月28日公布为第八批安徽省文物保护单位。